# Micropera cotoneastri
Micropera cotoneastri är en svampart som först beskrevs av Elias Fries, och fick sitt nu gällande namn av Pier Andrea Saccardo 1884. Micropera cotoneastri ingår i släktet Micropera, divisionen sporsäcksvampar och riket svampar.   Inga underarter finns listade i Catalogue of Life.